# Love Somebody (canción de Morgan Wallen)
«Love Somebody» es una canción del cantante de música country estadounidense Morgan Wallen. Fue lanzada el 18 de octubre de 2024, a través de Big Loud, Republic Records y Mercury Records, como el segundo sencillo de su próximo cuarto álbum de estudio, y sigue al sencillo principal «Lies Lies Lies».

## Antecedentes y promoción
Wallen compartió un primer adelanto de la canción el 16 de mayo de 2024, desde un barco en Nashville, Tennessee, con la leyenda «Siento que esta sonará bien en el barco».  Mientras estaba en la gira One Night at a Time Tour, en Suecia a fines de agosto de 2024, Wallen interpretó la canción por primera vez durante su parada en Estocolmo.  También la interpretó con Hardy y Ernest para la gala de la Fundación TJ Martell el 17 de septiembre.
El 16 de septiembre, compartió otro fragmento de la canción, dando como pista que esta trataría sobre "buscar el amor", fue descrita como esperanzadora con una "pizca de dolor", evocando sentimientos de "traición y desamor". Wallen también anunció que la canción saldría "pronto". El 20 de septiembre durante su espectáculo en el Estadio Neyland en Knoxville, Tennessee, Wallen anunció que la canción se lanzaría el 18 de octubre.  La portada del sencillo fue revelada el 7 de octubre y muestra una toma borrosa de una playa al atardecer. 
«Love Somebody» explora el anhelo de una conexión genuina y las luchas por encontrar un amor significativo en medio de relaciones superficiales. Es una canción country con elementos de soft rock inspirados en influencias latinas.La canción interpola el sencillo de 2018 «Tokyo Nights» de Digital Farm Animals, Shaun Frank y Dragonette.

## Posicionamiento en las listas
| listas (2024)                      | Posición |
| ---------------------------------- | -------- |
| Australia (ARIA)                   | 26       |
| Canadá (Canadian Hot 100)          | 4        |
| Canadá (Canada Country)            | 50       |
| Global 200 (Billboard)             | 8        |
| Irlanda (IRMA)                     | 15       |
| Nueva Zelanda (Recorded Music NZ)  | 22       |
| Noruega (VG-lista)                 | 3        |
| Corea del Sur BGM (Circle)         | 160      |
| Suecia (Sverigetopplistan)         | 18       |
| Reino Unido (UK Singles Chart)     | 40       |
| Estados Unidos (Billboard Hot 100) | 1        |
| Estados Unidos (Country Airplay)   | 13       |
| Estados Unidos (Hot Country Songs) | 1        |